# Дипразеодимгаллий
Дипразеодимгаллий — бинарное неорганическое соединение
празеодима и галлия
с формулой GaPr2,
кристаллы.

## Получение
- Сплавление стехиометрических количеств чистых веществ:

{\displaystyle {\mathsf {2Pr+Ga\ {\xrightarrow {705^{o}C}}\ GaPr_{2}}}}

## Физические свойства
Дипразеодимгаллий образует кристаллы
ромбической сингонии,
пространственная группа P nma,
параметры ячейки a = 0,6690 нм, b = 0,5188 нм, c = 0,9714 нм, Z = 4,
структура типа силицида дикобальта Co2Si
.
Соединение образуется по перитектической реакции при температуре 705°C.